# Elysia gordanae
Elysia gordanae é uma espécie de molusco pertencente à família Plakobranchidae.
A autoridade científica da espécie é Thompson & Jaklin, tendo sido descrita no ano de 1988.
Trata-se de uma espécie presente no território português, incluindo a zona económica exclusiva.